# Devin Dayan

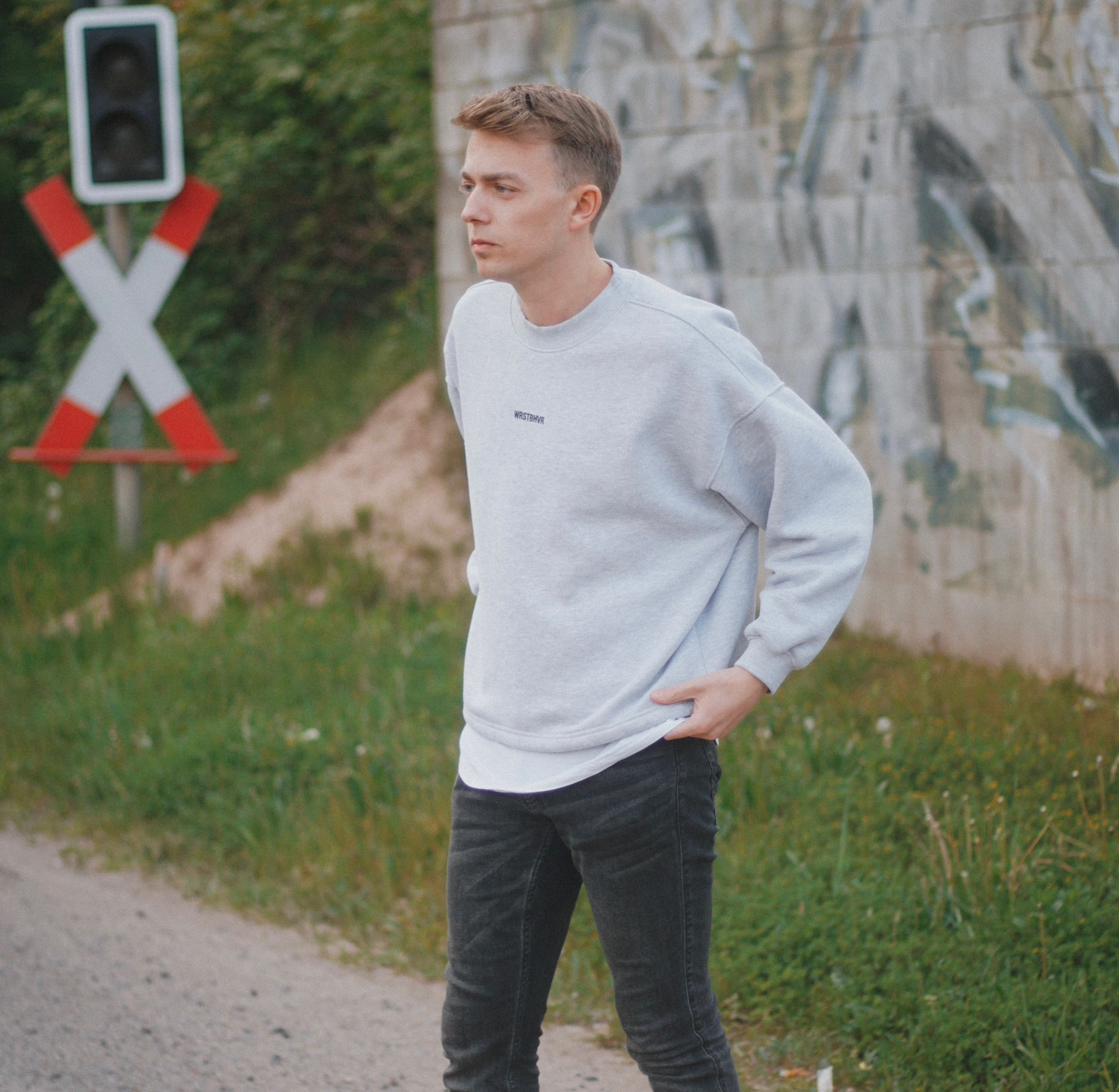
Devin Dayan (2024)

Devin Dayan (* 25. Juni 1995 in Stadthagen, Niedersachsen) ist ein deutscher Entertainer, Musiker und Reality-TV-Darsteller.

## Leben
Devin Dayan wuchs in Stadthagen auf. Er machte 2014 sein Abitur am Wilhelm-Busch-Gymnasium in Stadthagen. Aktuell arbeitet er als Sales Manager in Hannover.
Seine ersten TV-Auftritte hatte er mit 11 Jahren bei der Sendung 1, 2 oder 3, kurz darauf in der KiKA-Sendung OLI’s Wilde Welt. Mit seinem früheren Hobby, dem Zaubern, war Dayan ebenfalls in vielen TV-Shows zu sehen, unter anderem bei Yetenek Sizsiniz Türkiye, der türkischen Version von Das Supertalent, bei der er mit 14 Jahren bis ins Halbfinale einzog. 2018 war er in Das perfekte Dinner zu sehen.
Devin Dayan spielt Gitarre, singt und schreibt eigene Songs, die er teilweise bei seinen TV-Auftritten präsentiert.
Größere Bekanntheit in Deutschland erreichte er 2024 mit der Reality-TV-Show Die Bachelorette. In insgesamt zwölf Folgen kämpfte er um das Herz von Stella Stegmann und gewann. Die beiden sind nach eigenen Aussagen aber aktuell kein Paar mehr. Ende Dezember nahm Dayan an dem Weihnachts-Special der BILD-Poker Night teil und gewann die Ausgabe.

## TV-Auftritte (Auswahl)
- 2006: 1, 2 oder 3 (ZDF)
- 2007: OLI’s Wilde Welt (KIKA)
- 2009: KiKA LIVE – Magie und Fantasie (KIKA)
- 2009: Yetenek Sizsiniz Türkiye (ShowTV)
- 2011: KiKA LIVE – Ich kann was, was du nicht kannst (KIKA)
- 2014: Yetenek Sizsiniz Türkiye (StarTV)
- 2015: KiKA LIVE – Mein Ding (KIKA)
- 2015: Mein Nachmittag (NDR)
- 2015: DAS! (NDR)
- 2018: Das perfekte Dinner (VOX)
- 2018: Verstehen die Spaß? (ARD)
- 2024: Die Bachelorette (RTL+)
- 2024: BILD Poker Night (BILD.de)